# Гімн Сомалі
Qolobaa Calankeed (укр. Хваліть батьківщину) — державний гімн Сомалі. Затверджений у 2012 році після ухвалення нової Конституції Сомалійської Республіки. Попередній гімн використовувався з 2000 року та називався Soomaaliyeey toosoo.
Гімн написав і заспівав Абдуллахи Карше.
Незважаючи на те, що Soomaaliyeey toosoo часто використовується як фактичний національний гімн, офіційним національним гімном Сомалі є Qolobaa Calankeed.

## Тест гімну
Qolobaa calankeed,
waa ceynoo,
Innaga keenu waa,
Cirkoo kale ee,
Oon caadna lahayn,
Ee caashaqaye.
Xidigyahay cadi,
Waad noo ciidamisee,
Carradaa kaligaa
adow curadee
cadceeda sidee
lo caan noqo ee
sidii culagii
ciidad marisee
Alloow haku celin
Alloow haku celin